# Горняцкий (Кривой Рог)
Горняцкий — жилой массив в Саксаганском районе города Кривой Рог Днепропетровской области.

## История
Заложен в 1987 году. Проектное название 5-й микрорайон. Развитие получил в 1990-х годах.

## Характеристика
Жилой массив высотной застройки в северо-восточной части Саксаганского района на левом берегу реки Саксагань. 
Площадь 2100 м². Имеет 37 высотных домов, в которых проживает 11 409 человек. Богат зелёными насаждениями, имеет свой бульвар. С центральными районами соединён автомагистралями.
Расположено депо скоростного трамвая, предприятие «Криворожэлектротранс», станция скоростного трамвая «Площадь Труда».
На северо-востоке граничит с Индустриальным микрорайоном, на юго-западе — Солнечным микрорайоном.